# Протасьев, Николай Васильевич
Никола́й Васи́льевич Прота́сьев (29 ноября 1852 — 26 ноября 1915) — Олонецкий, Самарский и Харьковский губернатор.

## Биография
Родился в имении родителей, в усадьбе Протасьев Угол Сапожковского уезда Рязанской губернии (на территории современного поселка Азарновка Чучковского района Рязанской области). Из потомственных дворян. В 1875 году окончил Императорское училище правоведения в Санкт-Петербурге.
С 1875 года служил в Рязанской губернии, занимал различные судебные должности, начав с члена палаты гражданского суда. В 1888 году занял пост советника рязанского губернского правления, а в 1889 году — директора рязанского губернского попечительского комитета о тюрьмах. На этих должностях принимал активное участие в развитии крестьянского землеустройства.
В 1896 году был произведен в действительные статские советники и назначен тобольским вице-губернатором.
В мае 1902 года назначен губернатором Олонецкой губернии.
Высочайшим указом от 6 декабря 1907 получил высокий чин тайного советника.
В августе 1910 года утверждён в должности самарского губернатора.
15 июля 1915 года назначен Харьковским губернатором, где вскоре скончался от воспаления легких и сыпного тифа.
Похоронен в Москве на Новодевичьем кладбище.

## Деятельность
Будучи Олонецким губернатором активно содействовал масштабной реконструкции Александровского завода (1902—1905). На заводе было организовано собственное сталелитейное и прокатное производство, установлено электрооборудование, что позволило перейти от изготовления устаревших чугунных снарядов к выпуску стальных.
В 1908 году, благодаря ходатайствам Н. В. Протасьева, удалось получить правительственный кредит для сооружения гидроэлектростанции на реке Лососинке, пуск которой в 1910 году имел определяющее значение для развития Петрозаводска.
Н. В. Протасьев явился инициатором открытия в 1903 году в Петрозаводске приюта для мальчиков-сирот, получившего официальное наименование Протасьевского. При его содействии в 1903 году была открыта в Петрозаводске Мужская учительская семинария, первое в Олонецкой губернии образовательное учреждение для подготовки учителей начальных классов. Один из организаторов Карельского православного братства.
В 1910 году опубликовал в Петрозаводске брошюру «Проект соединения Екатерининской гавани на Мурмане с сетью русских железных дорог», в которой обосновал необходимость строительства Мурманской железной дороги.
В годы пребывания самарским губернатором уделял большое внимание благотворительности, социальным проблемам населения губернии. В 1914 году, с началом Первой мировой войны, успешно избежал бунтов и погромов, провоцируемых мобилизацией. В деле поддержания порядка в этот сложный период Протасьеву активно помогал вице-губернатор С. В. Горчаков.
Был членом Всероссийского национального союза.
Многие города Поволжья в 1913—1915 годах были охвачены эпидемией холеры и тифа. Протасьев лично контролировал борьбу с этими заболеваниями, посещал больницы и лазареты. В июне 1915 года был переведён губернатором Харькова, где вскоре скончался от сыпного тифа, которым заразился во время осмотра санитарного поезда, прибывшего в Харьков с фронта.

## Награды
За отличную службу удостоился большого количества самых высоких наград: орден Св. Станислава 1-й и 2-й степени, орден Св. Владимира 3-й и 4-й степени, Св. Анны 1-й степени, Орден Белого орла, орден Бухарской Золотой Звезды 1-й степени, медалей и благодарностей.
В Самаре его именем были названы стипендии в городской женской гимназии и Политехническом институте, а в зале заседаний городской думы помещён его портрет.
Почётный гражданин Петрозаводска (1910) и Пудожа (1910).
1904 г. - французский орден Почетного Легиона (с почетным командорским крестом)